# Estrutura Circular do Médio Ural
A Estrutura Circular do Médio Ural (MURS) é uma estrutura circular localizada na região central dos Montes Urais. A estrutura tem um diâmetro na casa dos 400 a 550 km e foi formada no período pré-cambriano anterior à orogénese uraliana.

## Contexto geográfico
A estrutura localiza-se nos Montes Urais, uma cordilheira de montanhas na Rússia que normalmente definem a fronteira entre a Europa e a Ásia. É uma área rica em recursos naturais e em recursos minerais. A cordilheira dos Montes Urais, em termos gerais uma linha recta de norte a sul ao longo do meridiano 60ºE é interrompida no meio por uma curvatura semi-circular virada para leste. Esta curvatura é considerada parte integrante de uma estrutura maior em forma de anel, conhecida como Estrutura Circular do Médio Ural.

## Estrutura
A estrutura é reflectida na curva dos Montes Urais entre 54/59ºN e 52/62ºE, em um padrão de drenagem radial concêntrico visto nos rios Belaya e Kama e nos seus afluentes. A parte leste do círculo é parte integrante da cordilheira dos Montes Urais, da Montanha Yamantau no sul até à área da Montanha Kachkanar a norte. Existe uma depressão isométrica na base da estrutura circular; as bases desta depressão chegam a atingir uma profundidade de 8 quilómetros. Estudos apontaram que a depressão teve início algures durante a era pre-cambriana, tendo existido um mar de baixa profundidade até ao período Ediacarano.
A Estrutura Circular do Médio Ural foi identificada como uma possível estrutura de impacto, semelhante à que existe em outros planetas e também foi postulado que a estrutura do anel preexistente perturbou o desenvolvimento da orogénese uraliana, causando a curvatura convexa leste das montanhas.
A borda leste da estrutura contém os principais campos de minério uralianos de ferro, cobre, cromita, níquel, titânio, ouro e platina. Na metade ocidental da estrutura existem importantes campos de petróleo. Além disso, a Estrutura Circular do Médio Ural hospeda depósitos de gemas de classe mundial.